# (400312) 2007 TE244
(400312) 2007 TE244 es un asteroide perteneciente al cinturón exterior de asteroides, descubierto el 8 de octubre de 2007 por el equipo del Catalina Sky Survey desde el Catalina Sky Survey, Arizona, Estados Unidos.

## Designación y nombre
Designado provisionalmente como 2007 TE244.

## Características orbitales
2007 TE244 está situado a una distancia media del Sol de 3,974 ua, pudiendo alejarse hasta 4,710 ua y acercarse hasta 3,238 ua. Su excentricidad es 0,185 y la inclinación orbital 7,408 grados. Emplea 2894,18 días en completar una órbita alrededor del Sol.
Los próximos acercamientos a la órbita de Júpiter se producirán el 4 de septiembre de 2047, el 14 de marzo de 2071 y el 18 de julio de 2094, entre otros.

## Características físicas
La magnitud absoluta de 2007 TE244 es 14,6. Tiene 9 km de diámetro y su albedo se estima en 0,037.